# 陳玉璂
陳玉璂（1636年—？），字賡明，號椒峯，江蘇省武進縣（今屬常州市）人。清朝康熙年間官員、學者。

## 生平
崇祯九年（1636年）出生。，少有大志，涉獵極廣。康熙六年（1667年）考中丁未科三甲進士，官至內閣中書。康熙十八年（1679年），應試博學宏詞科，不遇，遂歸。

## 著作
陳玉璂工詩文，下筆千言立就。曾修《常州府志》。
好讀書考據，凡天文、地志、兵刑、礼乐、河渠皆成一家之言。读书至半夜，燒艾草灼臂，以抖擻精神。有《耕煙詞》三卷。
另有《史论》数百卷，《學文堂集》四十三卷。